# Миллет, Фрэнсис Дэвис
Фрэнсис Дэвис Миллет (англ. Francis Davis Millet; 3 ноября 1846 — 15 апреля 1912) — американский художник и скульптор. Погиб 15 апреля 1912 года во время крушения лайнера «Титаник».

## Биография
Фрэнсис Миллет родился в Мэттапойсетте, Массачусетс. В возрасте шестнадцати лет, во время Гражданской войны в США, Миллет вступил в Массачусетский полк сначала барабанщиком, потом ассистентом хирурга. Окончил Гарвардский университет со степенью магистра гуманитарных наук. Работал репортёром в «Бостонском курьере», а также корреспондентом для «Рекламодателя» на Столетней выставке в Филадельфии.

### Карьера

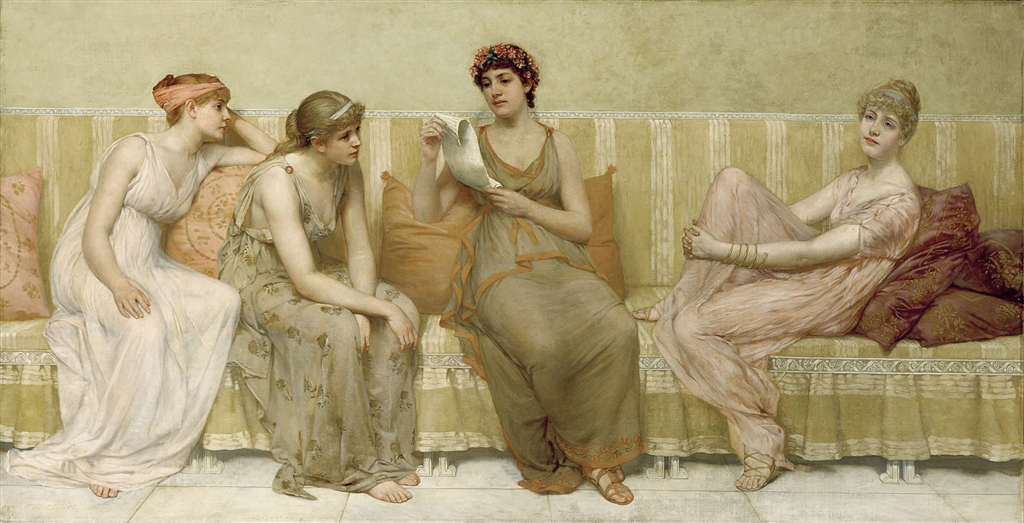
Чтение истории Энона, около 1883 года. Картина из Детройтского института искусства.

У Миллета была студия в Риме в начале 1870-х и в Венеции в середине 1870-х, где он жил вместе с Чарльзом Уорреном Стоддартом, известным американским журналистом. Историк Джонатан Нед Кац, исследуя письма Стоддарта к Миллету, предполагает, что у них были интимные отношения.
В 1876 году Миллет вернулся в Бостон, чтобы расписать церковь Троицы вместе с Джоном ЛяФарджем. Он вступил в Королевскую академию изящных искусств в Антверпене, Бельгия, где получил серебряную и золотую медаль. Во время Русско-турецкой войны 1877—1878 годов Миллет работал военным корреспондентом для нью-йоркского «Геральда», лондонского «Дейли Ньюс» и «Графика».

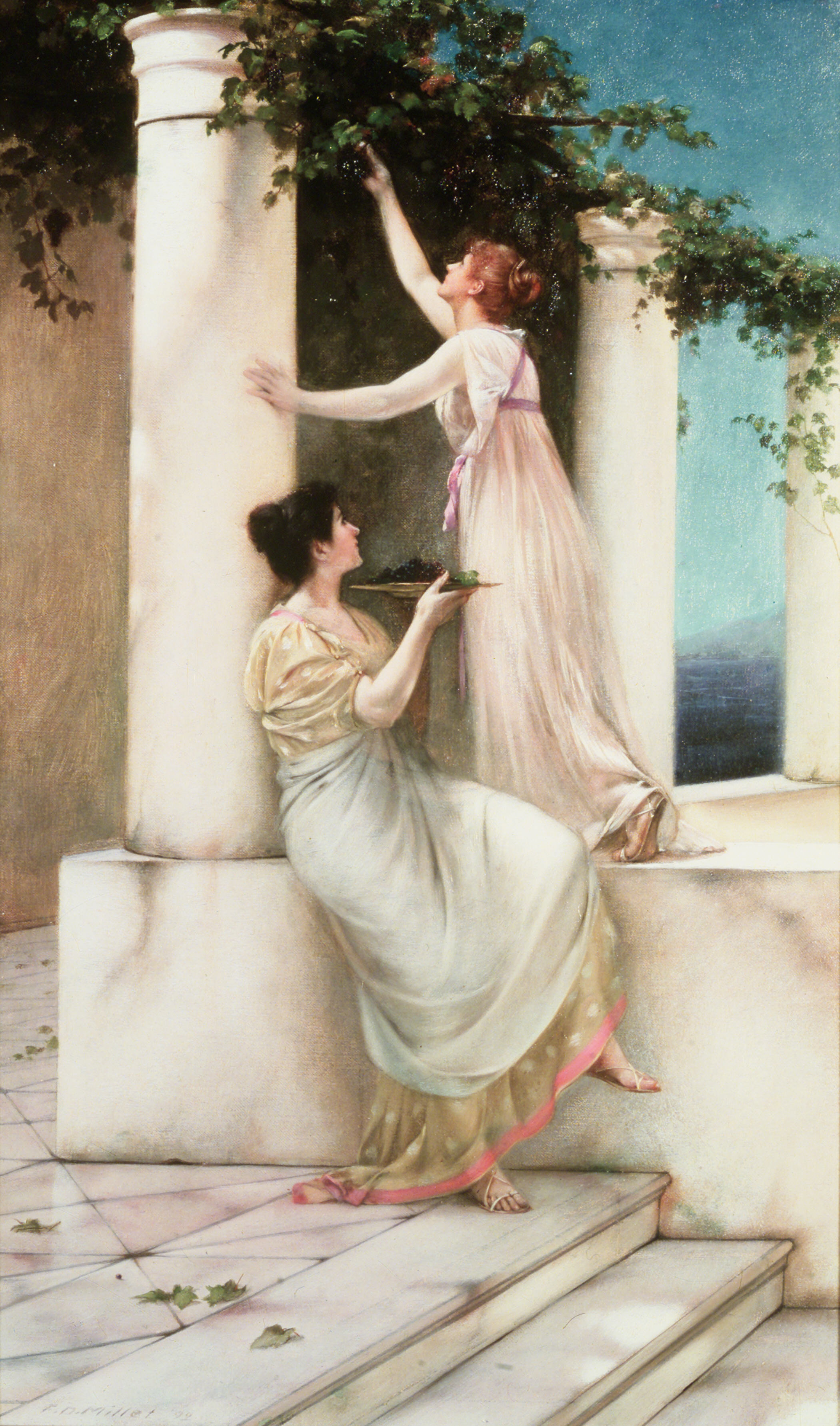
Осенняя идиллия, 1892 год. Картина из Бруклинского музея.

Хорошо знакомый с Американской академией классицизма, Миллет был другом Огастеса Сент-Годенса и Марка Твена, оба из которых были на его в 1879 году свадьбе на Элизабет Меррилл в Париже, Франция. Также он был хорошо знаком с импрессионистом Джоном Сингером Сарджентом, использовавший дочь Миллета, Кейт, в качестве модели («Гвоздика, лилия, лилия, роза»).
В 1880 году Миллет стал членом Американского общества художников, а в 1885 году членом Национальной академии дизайна в Нью-Йорке и заместителем председателя Комитета изобразительных искусств. Был попечителем музея Метрополитен и заседал в консультативном комитете Национальной галереи искусств. В 1893 году Миллет был ответственным за декорации на Всемирной выставке в Чикаго. Также, он работал на всемирных ярмарках, включая Вену, Чикаго, Париж и Токио.
Миллет был среди основателей школы при Музее изящных искусств в Бостоне, и оказал большое влияние на Американскую федерацию искусств. Он способствовал получению должности Эмилю Отто Грундманну, знакомому с Антверпена, должности главы школы. Миллет в 1901—1911 годах был секретарём Американской академии в Риме. Погиб на борту «Титаника» во время поездки в Нью-Йорк по делам академии.

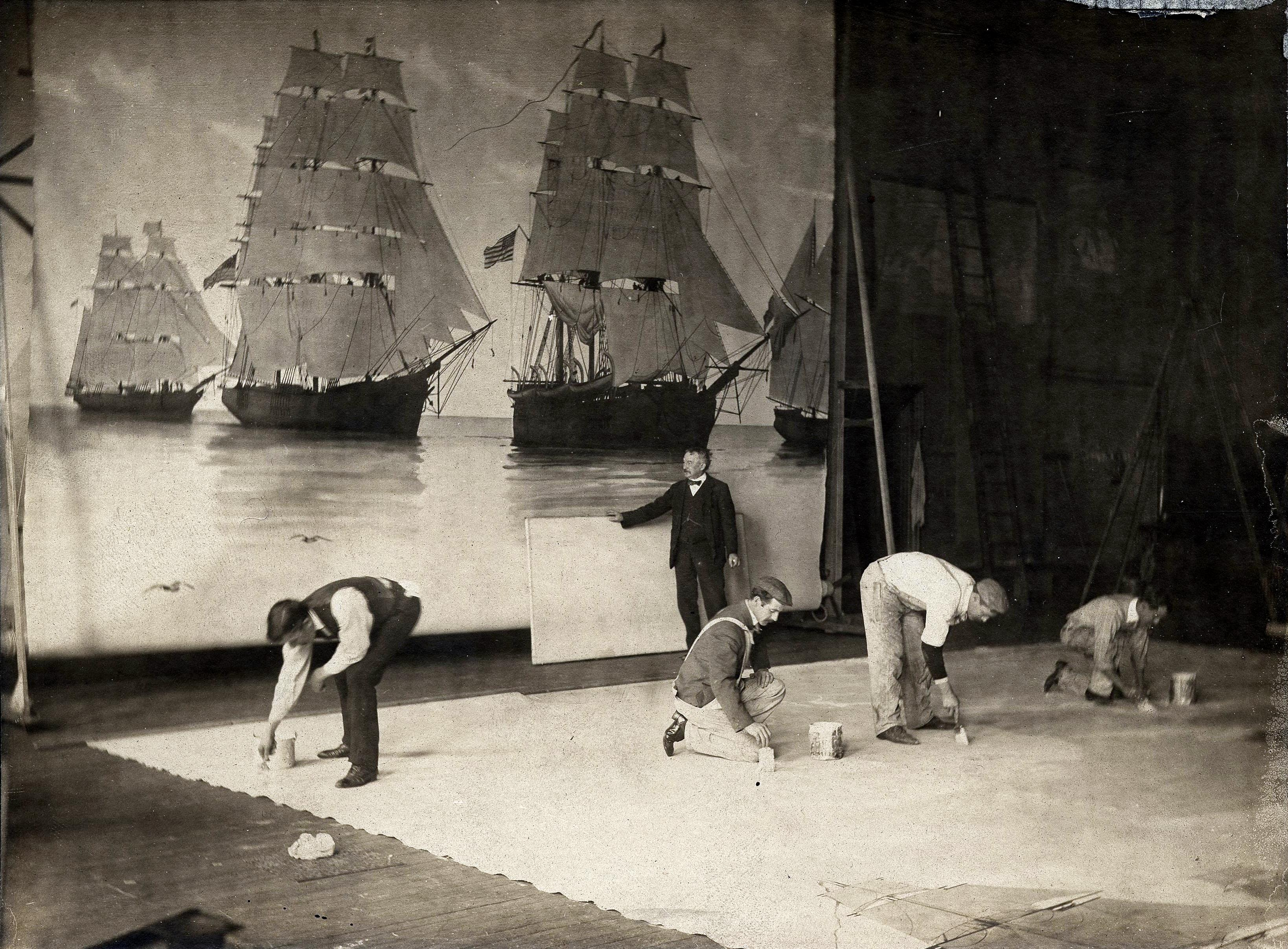
Миллет во время работы в студии, около 1900 года.

Миллет был не только художником, но и писателем и журналистом. Он перевёл Льва Толстого, а также писал эссе и рассказы. Среди его публикаций «Капиллярное преступление и другие истории» (1892) и «Экспедиция на Филиппины» (1899). Миллет был избран членом Американской академии искусств и литературы, а также почётным членом Американского института архитекторов.
Как скульптор, Миллет в 1907 году по требованию Армии США и Военного ведомства США спроектировал медаль Гражданской войны. Он также выполнил проект потолка главной комнаты таможни в Балтиморе, Мэриленд.

### Смерть
10 апреля 1912 года Миллет в сопровождении своего друга, майора Арчибальда Батта, сел в качестве пассажира 1-го класса на борт «Титаника» в Шербуре, Франция. Во время остановки в Квинстауне он послал другу письмо, в котором очень нелестно отозвался как о своих попутчиках, так и в целом обо всех аристократах на борту. Последний раз его видели помогающим сажать женщин и детей в шлюпки. Тело было обнаружено кабельным судном «CS Mackay-Bennett». Выдержка из отчёта:

№ 249, МУЖЧИНА, ПРИМЕРНЫЙ ВОЗРАСТ — 65, СЕДЫЕ ВОЛОСЫ.
ОДЕЖДА — Легкое пальто; чёрные штаны; серый пиджак; вечерний наряд.
ИМУЩЕСТВО — Золотые часы на цепочке; гравировка «F.D.M.» на часах; очки; две золотые запонки; серебряный пузырёк с таблетками; 2 фунта 10 шиллингов в золоте; 8 шиллингов в серебре; бумажник.
ИМЯ — ФРЭНК Д. МИЛЛЕТ (?)
Тело Миллета было возвращено в Восточный Бриджуотер, Массачусетс. Миллет был похоронен на Центральном кладбище.
В 1913 году в Вашингтоне в память о Миллете и его друге Арчибальде Батте был возведён фонтан. Также, в память о Миллете в Гарвардской библиотеке Уайднера был установлен бронзовый бюст.